# Кінгс-Парк-Вест (Вірджинія)
Кінгс-Парк-Вест (англ. Kings Park West) — переписна місцевість (CDP) в США, в окрузі Ферфакс штату Вірджинія. Населення — 13 465 осіб (2020).

## Географія
Кінгс-Парк-Вест розташований за координатами 38°48′52″ пн. ш. 77°17′45″ зх. д. / 38.81444° пн. ш. 77.29583° зх. д. (38.814427, -77.295823).  За даними Бюро перепису населення США в 2010 році переписна місцевість мала площу 7,87 км², з яких 7,70 км² — суходіл та 0,17 км² — водойми.

## Демографія
Згідно з переписом 2010 року, у переписній місцевості мешкало 13 390 осіб у 4345 домогосподарствах у складі 3533 родин. Густота населення становила 1702 особи/км².  Було 4439 помешкань (564/км²).
Расовий склад населення:
| - 70,7 % — білих - 17,0 % — азіатів - 5,1 % — чорних або афроамериканців - 0,2 % — вихідців з тихоокеанських островів - 0,2 % — корінних американців - 2,6 % — осіб інших рас |

До двох чи більше рас належало 4,2 %. Частка іспаномовних становила 10,0 % від усіх жителів.
За віковим діапазоном населення розподілялося таким чином: 24,5 % — особи молодші 18 років, 65,3 % — особи у віці 18—64 років, 10,2 % — особи у віці 65 років та старші. Медіана віку мешканця становила 39,6 року. На 100 осіб жіночої статі у переписній місцевості припадало 98,3 чоловіків;  на 100 жінок у віці від 18 років та старших — 93,7 чоловіків також старших 18 років.
Середній дохід на одне домашнє господарство  становив 143 965 доларів США (медіана — 137 297), а середній дохід на одну сім'ю — 153 750 доларів (медіана — 148 750). Медіана доходів становила 105 943 долари для чоловіків та 63 321 долар для жінок. За межею бідності перебувало 7,7 % осіб, у тому числі 7,7 % дітей у віці до 18 років та 2,5 % осіб у віці 65 років та старших.
Цивільне працевлаштоване населення становило 6952 особи. Основні галузі зайнятості: освіта, охорона здоров'я та соціальна допомога — 25,2 %, науковці, спеціалісти, менеджери — 21,2 %, публічна адміністрація — 13,5 %, роздрібна торгівля — 8,7 %.